# هارتلاند (نيويورك)
هارتلاند (بالإنجليزية: Hartland, New York)‏ هي بلدة أمريكية تقع في الولايات المتحدة في مقاطعة نياغرا، نيويورك. يقدر عدد سكانها بـ 4,117 نسمة ومساحتها 135.7 كم2 وترتفع عن سطح البحر 110 متر.

## أعلام
- ماريان إي. وايت